# شهرستان ورمیلیون (ایندیانا)
شهرستان ورمیلیون، ایندیانا (به انگلیسی: Vermillion County, Indiana) شهرستانی در ایالات متحده آمریکا است که در ایندیانا واقع شده‌است.